# Michael Vogtmann
Michael Vogtmann (* 1. Mai 1952 in Straubing) ist ein deutscher Schauspieler und Regisseur.

## Leben
Michael Vogtmann besuchte das Siebold-Gymnasium in Würzburg und bestand 1973 das Abitur. An der Otto-Falckenberg-Schule in München absolvierte er von 1974 bis 1977 seine Ausbildung zum Schauspieler, außerdem war er dort als Gasthörer in der Regieklasse. Von 1974 bis 1976 machte Vogtmann daneben ein Regiepraktikum am Theaterwissenschaftlichen Institut der bayerischen Landeshauptstadt. Ferner besitzt er eine Gesangsausbildung.
Danach hatte Michael Vogtmann Engagements an verschiedenen deutschen Theatern wie den Städtischen Bühnen in Osnabrück und Wuppertal, dem Deutschen Theater Göttingen, den Stadttheatern Augsburg, Ingolstadt und Fürth, dem Staatstheater Nürnberg sowie an zahlreichen Münchner Bühnen, so der Schauburg, den Kammerspielen, dem Gärtnerplatztheater und der Bayerischen Staatsoper. Ferner gastierte er bei den Carl Orff-Festspielen in Andechs. 2018 spielte er in Wunsiedel bei den Luisenburg-Festspielen in Pfingstorgel und Brandner 2 - er kehrt zurück.
Michael Vogtmann arbeitet auch als Regisseur und inszenierte am Stadttheater Landshut und dem Teatro Alegria im mallorquinischen Andratx. Darüber hinaus veranstaltet er Lesungen, ist als Kabarettist tätig und tritt in musikalischen Programmen mit Minne- und Bänkelliedern auf. 2012 erschien beim Allitera Verlag ein Lyrikband unter dem Titel Zikaden nehmen hitzefrei. Im gleichen Jahr verkörperte Vogtmann den baden-württembergischen Ministerpräsidenten Winfried Kretschmann bei der Starkbierprobe auf dem Nockherberg. 2016 und 2017 hatte er dort Auftritte als bayerischer Innenminister Joachim Herrmann.
Sein Debüt vor der Kamera gab Michael Vogtmann 1977 in dem Kinofilm Die Konsequenz unter der Regie von Wolfgang Petersen. Seitdem ist er umfangreich auch für Film und Fernsehen tätig. Häufig sah und sieht man ihn in Episodenrollen verschiedener Serien wie Löwengrube, Der Bulle von Tölz, Die Rosenheim-Cops oder Pfarrer Braun. In der Serie Der Bergdoktor spielte er in acht Folgen die Rolle des Dr. Boening, seit 2002 sah man Vogtmann sporadisch als Gemeinderat Heinz Lehmann in Um Himmels Willen. Seit 2020 ist er mit Unterbrechungen in der bayerischen Serie Dahoam is Dahoam als Brunnerwirt Joseph Brunner zu sehen.
Vogtmann veröffentlicht Bücher und CDs auf eigene Kosten im Allitera Verlag. Gemeinsam mit Horst Luksch veröffentlichte Vogtmann 2014 dort die CD Musenkuss mit eigenen Liedern und Chansons. 2018 veröffentlichte er Hättikonfetti mit eigenen bairischen Liedern und Gedichten als Buch und CD. 2020 folgte der Kurzgeschichtenband Narro. Märchenhafte Narreteien aus Mallorca, 2022 erschien der Gedichtband Übernschattenspringen - Fünfzig Jahre Gedichte.
Michael Vogtmann ist verheiratet und lebt in München und auf Mallorca.

## Filmografie (Auswahl)
- 1977: Die Konsequenz
- 1977: Tatort – Spätlese
- 1979: Der Willi-Busch-Report
- 1983: Der Glockenkrieg
- 1985: Wenn der Hahn kräht
- 1986: Weißblaue Geschichten
- 1986: Tatort – Riedmüller, Vorname Sigi
- 1989: Löwengrube – Heimkehr
- 1993: Marienhof (2 Folgen als Günter Stecker)
- 1993: Forsthaus Falkenau – Irrwege zur Braut
- 1998: Vater wider Willen – Fauler Zauber
- 1998: Polizeiruf 110 – Spurlos verschwunden
- 2000: Zwei Brüder – Mörderische Rache
- 2002–2021: Um Himmels Willen (als Heinz Lehmann)
- 2002: Der Bulle von Tölz: Mörder unter sich
- 2002: Tierarzt Dr. Engel – Das Mysterium
- 2002: Für alle Fälle Stefanie – Jana
- 2002: Die Rosenheim-Cops – Hopfen und Malz
- 2003: Denninger – Der Mallorcakrimi – Unter Haien
- 2003: Im Schatten der Macht
- 2004: Tatort – Nicht jugendfrei
- 2005: Forsthaus Falkenau – Hirschstein
- 2005: Ein Luftikus zum Verlieben
- 2006: Familie Sonnenfeld – Alle unter einem Dach
- 2006: Die Rosenheim-Cops – Tod eines Ekels
- 2007: Die Versuchung des Aloysius Federl
- 2008: Angie – Happy Birthday, Angie!
- 2008: Liesl Karlstadt und Karl Valentin
- 2008–2010: Der Bergdoktor (8 Folgen als Dr. Boening)
- 2010: Gräfliches Roulette
- 2011: Gottes mächtige Dienerin
- 2011: Die Rosenheim-Cops – Die Spitze der Feder
- 2014: Die Garmisch-Cops – Wenn zwei sich streiten
- 2014: Pfarrer Braun – Brauns Heimkehr
- 2014: Polizeiruf 110 – Smoke on the Water
- 2014: München 7 – Trojaner
- 2015: Die Rosenheim-Cops – Vertrauen ist gut, Kontrolle ist besser
- 2018: SOKO München – Treue bis in den Tod
- 2020, 2022–: Dahoam is Dahoam

## Veröffentlichungen
- Zikaden nehmen hitzefrei. Lyrikband mit Fotografien von Brigitta Nottebohm. Allitera Verlag. München 2012. ISBN 978-3-86906-371-3.
- Musenkuss. CD mit Liedern und Chansons. 2014.
- Wintersommer. Kriminalroman aus Franken. Allitera Verlag. München 2016. ISBN 978-3-86906-838-1.
- Hättikonfetti. Bairische Gedichte. Allitera Verlag München 2017, ISBN 978-3-96233-004-0
- Hättikonfetti. CD mit bairischen Liedern und Gedichten (mit Charly Thomass)
- Narro. Märchenhafte Narreteien aus Mallorca. Buch/Media/Allitera München ISBN 978-3-95780-207-1
- Übernschattenspringen. Gedichte aus den letzten fünfzig Jahren Allitera. München ISBN 978-3-96233-345-4